# Nostoc pruniforme
Nostoc pruniforme (牝馬の卵) はネンジュモの１種である。
この淡水性細菌は、なめらかな表面を持つ濃緑色のゼラチン質の球状コロニーの形状で増殖する。温帯や亜北極地域の貧栄養および中栄養の淡水に広く分布している 。

## 概要
デンマークなど温帯域の湖においてはN. pruniformeは直径が初期は2ミリメートル程度から、春の終わりには2 - 3センチメートルまで成長する。真夏には、高温や他のウイルスやバクテリアの攻撃によって急速に死滅することがある。
オレゴンの4 ℃、貧栄養の環境下においては、15 - 17センチメートルの直径、2.6キログラムにまで成長するものもある。冷たい水域のサンプルは、温帯域のサンプルと異なり、硬い表皮と高密度のゲルを有している。